# Bharta Kalan
Bharta Kalan (em panjabi: ਭਰਤਾ ਕੱਲਾਂ) é uma aldeia localizada no distrito de Shaheed Bhagat Singh Nagar, no estado de Punjab, na Índia. Está localizado a 5,9 (3,7 mi) quilômetros de Garcha, 20 (12 mi) quilômetros da cidade de Nawanshahr, 17,7 quilômetros (11 mi) do distrito Shaheed Bhagat Singh Nagas e 94,6 quilômetros (58,8 mi) da capital do estado, Chandigarh. A aldeia, assim como as demais indianas, é governada por um sarpanch, eleito democraticamente pela maioria da população residente no assentamento.

## Demografia
Segundo o relatório publicado pelo Censo da Índia de 2011, a aldeia Bharta Kalan é composta por um total de 355 casas e a população total é de 1747 habitantes, dos quais 882 são do sexo masculino e 865, do sexo feminino. O nível de alfabetização da aldeia é 78.68% maior que a média do estado, a qual é de 75.84%.
Conforme constatação do Censo, 547 pessoas exercem seu trabalho fora da aldeia; dessas, 495 são homens e 52 são mulheres. O levantamento do governo também consta que 72.94% dos trabalhadores ocupam um serviço como trabalho formal e único, enquanto os outros 27.06% estão envolvidos em atividades marginais, trabalhando como meio de subsistência em diferentes lugares em menos de seis meses.

## Educação
Na aldeia, não há nenhuma escola, e os estudantes precisam ir a outras aldeias para estudar; muitas dessas aldeias estão distantes por dez quilômetros. Nas proximidades, destaca-se o Instituto Indiano de Tecnologia (IITs) a 14 quilômetros e a Lovely Professional University a 51 quilômetros. Outras instituições de ensino também representam papel importante na região: KC Engineering College e Doaba Khalsa.

## Transporte
A estação de trem mais próxima de Bharta Kalan é Nawanshahr; no entanto, a estação principal, Garhshankar, está a 25 quilômetros (16 mi) de distância. O aeroporto mais perto é Sahnewal, localizado a 52 quilômetros, e o aeroporto internacional mais próximo é o Sri Guru Ram Dass Jee, a 159 quilômetros.